# Akkoord van Loppem
Het Akkoord van Loppem, door tegenstanders de revolutie of de staatsgreep van Loppem genoemd (Frans: Coup de Loppem), verwijst naar een reeks beslissingen die in de onmiddellijke nasleep van de Eerste Wereldoorlog de Belgische politiek door elkaar schudden na gesprekken op het West-Vlaamse Kasteel van Loppem tussen koning Albert I en vooraanstaande politici die tijdens de oorlog in België waren gebleven. Er kwam een nieuwe, tripartite regering die een aantal socialistische eisen, met voorop het algemeen enkelvoudig stemrecht, zou inwilligen, en dit zonder voorafgaande aanpassing van de Grondwet.
Tien dagen na de Wapenstilstand, op 21 november 1918, kwam zo de naoorlogse regering-Delacroix I tot stand. De regering-Cooreman had enkele dagen eerder haar ontslag aangeboden. Dat kabinet bestond uit ministers die het grootste deel van de oorlog nabij Le Havre in Frankrijk verbleven. De regering werd ingezworen in het kasteel van Loppem, waar koning Albert met zijn gezin een tijdelijk onderkomen had. Het was duidelijk dat er snel een regering moest komen die representatief was voor het België dat de bezetting had meegemaakt en die belangrijke hervormingen kon doorvoeren met de dreiging van revoluties zoals in Rusland in 1917 en de recente Novemberrevolutie in Duitsland (9 november 1918). De nieuwe regering werd gevormd door katholieken, socialisten en liberalen en er werden erg weinig politici bij betrokken die tijdens de oorlog de regering in ballingschap hadden gevormd, onder meer omdat aangenomen werd dat zij geen voeling meer hadden met de bevolking.
De regering van nationale eenheid, geleid door Léon Delacroix, een succesvol Brussels advocaat van katholieke strekking, ging snel verregaande hervormingen doorvoeren. Voor het eerste werd de titel "Eerste Minister" gebruikt, die pas in 1970, met de eerste staatshervorming, in de Belgische Grondwet zou worden opgenomen.
De socialisten hadden een aantal verregaande hervormingen geëist, die voor de oorlog nog heel omstreden waren. Onder meer de volgende maatregelen werden overeengekomen:
- Invoering van het algemeen enkelvoudig stemrecht voor mannen vanaf 21 jaar (dit laatste is een verlaging van 25 naar 21 jaar). Het systeem van “meervoudig stemrecht”, waarbij sommige kiezers twee of drie stemmen mochten uitbrengen, verdwijnt, al ligt dat systeem als zodanig vast in de grondwet. De regering wil echter dat het enkelvoudig stemrecht al voor de eerstvolgende parlementsverkiezingen geldt, nog voordat de grondwet gewijzigd kan worden.
- Straffen op het misbruik van het stakingsrecht schrappen uit het Strafwetboek. De socialisten zagen daar een beperking van de vakbondsvrijheid in.
- Waarborgen van syndicale gelijkheid
- Verbeteren van de gelijkheid van de twee landstalen (Frans en Nederlands), waarborgen van het recht van de Vlamingen op hoger onderwijs in hun eigen taal, en vernederlandsing van de Universiteit van Gent

Bij de vorming van de regering van Loppem werden de conservatieve katholieken, die tegenstander waren van de hervormingen, door koning Albert vrijwel buitenspel gezet. Hun bekendste leider, de oude staatsman Charles Woeste, werd niet eens door de koning ontvangen. Deze conservatieve critici vonden deze beslissingen zo revolutionair, in het bijzonder het reeds invoeren van het enkelvoudig stemrecht voordat de grondwet was gewijzigd, dat ze spraken over de revolutie van Loppem en de regering van Loppem.
Niettemin stemde het zittende parlement, inclusief deze katholieken, unaniem in met het algemeen enkelvoudig stemrecht. Er waren dan ook goede argumenten waarom de maatregel noodzakelijk was. Het mandaat van de zittende parlementsleden en senatoren was verstreken, terwijl het opmaken van nieuwe kiezerslijsten niet op korte termijn kon gebeuren. Door alle gesneuvelden en gevluchten, om nog te zwijgen van de vermogensverminderingen door de oorlog, waren de kiezerslijsten van 1 mei 1914 onbruikbaar geworden. Men schatte dat het zeker twee jaar zou duren om, te midden van de administratieve chaos door vernietigde gemeentearchieven, kiezerslijsten op basis van accurate vermogensstaten op te maken, waar dit met enkelvoudig stemrecht veel sneller kon. Tegelijk gebood de Grondwet om verkiezingen te houden. Het aanblijven van een vervallen parlement was niet voorzien. Ook de wederopbouw van het land duldde geen uitstel. In deze constitutionele crisis plaatste men dus bewust de noodzaak aan verkiezingen boven het wachten tot het meervoudig stemrecht weer praktisch uitvoerbaar zou zijn. In het bijzonder de conservatieve professor Léon Dupriez onderbouwde deze keuze, stellend dat het vooroorlogse parlement niet meer de echte nationale opinie weerspiegelde.
De tegenstand binnen het katholieke kamp bleef echter groot. Op aansturen van kardinaal Mercier, die door zijn onverzettelijke houding tegen de Duitsers groot prestige genoot, losten de bisschoppen een waarschuwing aan de parlementsleden dat ze hun grondwettelijke eed zouden schenden door het wetsontwerp goed te keuren. Intense druk bewerkstelligde dat de kardinaal dit standpunt op 26 januari 1919 afzwakte in een brief. Daarop was de weg vrij voor de invoering van het algemeen enkelvoudig stemrecht bij wet van 9 mei 1919, die zonder de minste tegenstem of onthouding door Kamer en Senaat werd aangenomen (nadat vooraf een afzonderlijke stemming was gehouden over de grondwettigheid van het ontwerp).
De eerstvolgende verkiezingen, met de nieuwe kieswet dus, waren die van 1919. Na de verkiezingen bleek de vooroorlogse absolute meerderheid van de katholieken gebroken. De katholieke en socialistische blokken in de Kamer waren bijna even groot. In de Senaat lagen de kaarten anders. Hoewel ook daar het algemeen enkelvoudig stemrecht gold, waren de (fiscale) voorwaarden om verkozen te kunnen worden nog niet aangepast, waardoor de Katholieke Partij uiteindelijk haar absolute meerderheid behield.